# Fishbone
Fishbone – amerykański zespół muzyczny grający mieszankę punk rocka, indie rocka, ska punk i funky, założony w 1979 w Los Angeles w Kalifornii.

## Skład

### Obecni członkowie[1]
- Angelo Moore – śpiew, saksofon, theremin
- John Norwood Fisher – gitara basowa, śpiew
- "Dirty" Walter A. Kibby II (1979–2003; ponownie od 2010) – trąbka, wokal
- John Steward – perkusja
- Rocky George – gitara
- John McKnight – puzon, śpiew, gitara
- Paul Hampton – instrumenty klawiszowe

### Byli członkowie
- Kendall Jones (1979–1993) – gitara, wokal
- Chris Dowd (1979–1994) – keyboard, trąbka, wokal
- John "JB" Bigham (1989–1997) – gitara, keyboard
- Philip "Fish" Fisher (1979–1998) – perkusja, wokal
- Anthony Brewster (1997–1998) – keyboard
- Tracey "Spacey T" Singleton (1997–2003) – gitara
- Tori Ruffin (2003–2006) – gitara
- Curtis Storey (2005—2007) – trąbka, wokal
- Dion Murdock – perkusja (1998)
- Dre Gipson – keyboard, śpiew (2004–2013)

## Dyskografia

### Albumy studyjne
- In Your Face (1986)
- Truth and Soul (1988)
- The Reality of My Surroundings
- Give a Monkey a Brain and He’ll Swear He’s the Center of the Universe (1993)
- Chim Chim’s Badass Revenge (1996)
- Fishbone and the Familyhood Nextperience Present: The Psychotic Friends Nuttwerx (2000)
- Still Stuck in Your Throat (2006)

### Albumy live
- Live at the Temple Bar and More (2002)
- Live in Amsterdam

### EP
- Fishbone (1985)
- It’s a Wonderful Life (1987)
- Set the Booty Up Right (1990)
- Fishbone and the Familyhood Nextperience Present: The Friendliest Psychosis of All (2002)
- Intrinsically Intertwined (2014)

### DVD
- The Reality of My Surroundings – Past to Present (1991)
- Critical Times – Fishbone’s Hen House Sessions (2001)
- Live in Amsterdam
- Everyday Sunshine – A Fishbone Documentary (2009)

### Kompilacje
- Fishbone 101: Nuttasaurusmeg Fossil Fuelin’ the Fonkay (1996)
- The Essential Fishbone (2003)